# Roumer
Roumer – rzeka we Francji, przepływająca przez teren departamentu Indre i Loara, o długości 27,3 km. Stanowi prawy dopływ rzeki Loary.